# Triakel
Triakel est un groupe suédois de folk. Le groupe joue surtout de vieilles chansons de folk suédoises, en particulier celles de la région de Jämtland. Leur répertoire inclut également des chansons contemporaines.

## Histoire
Triakel est formé en 1995 par Emma Härdelin (membre du groupe suédois Garmarna), Kjell-Erik Eriksson (membre du groupe suédois Hoven Droven) et Janne Strömstedt (ancien membre de Hoven Droven). Eriksson et Strömstedt ont l'idée de fonder ce groupe au Nouvel-An de l'année 1994 par le biais d'un pari perdu à la suite duquel les deux musiciens doivent jouer ensemble en se servant uniquement d'un harmonium et d'un violon. Emma Härdelin s'associe à ce projet et le nom « Triakel » est finalement choisi pour le groupe. Ce mot, qui vient du dialecte suédois de Järmtland, est le nom d'une sorte de réglisse noire et douce.

## Discographie

### Albums studio
- 1998 : Triakel
- 2000 : Vintervisor
- 2004 : Sånger från 63° N
- 2005 : Ten Years of Triakel
- 2011 : Ulrikas minne - Visor från Frostviken
- 2014 : Thyra
- 2019 : Händelser i Nord

### Singles
- 1999 : Innan gryningen (en collaboration avec Benny Andersson du groupe suédois ABBA)